# Uskok Mohaka

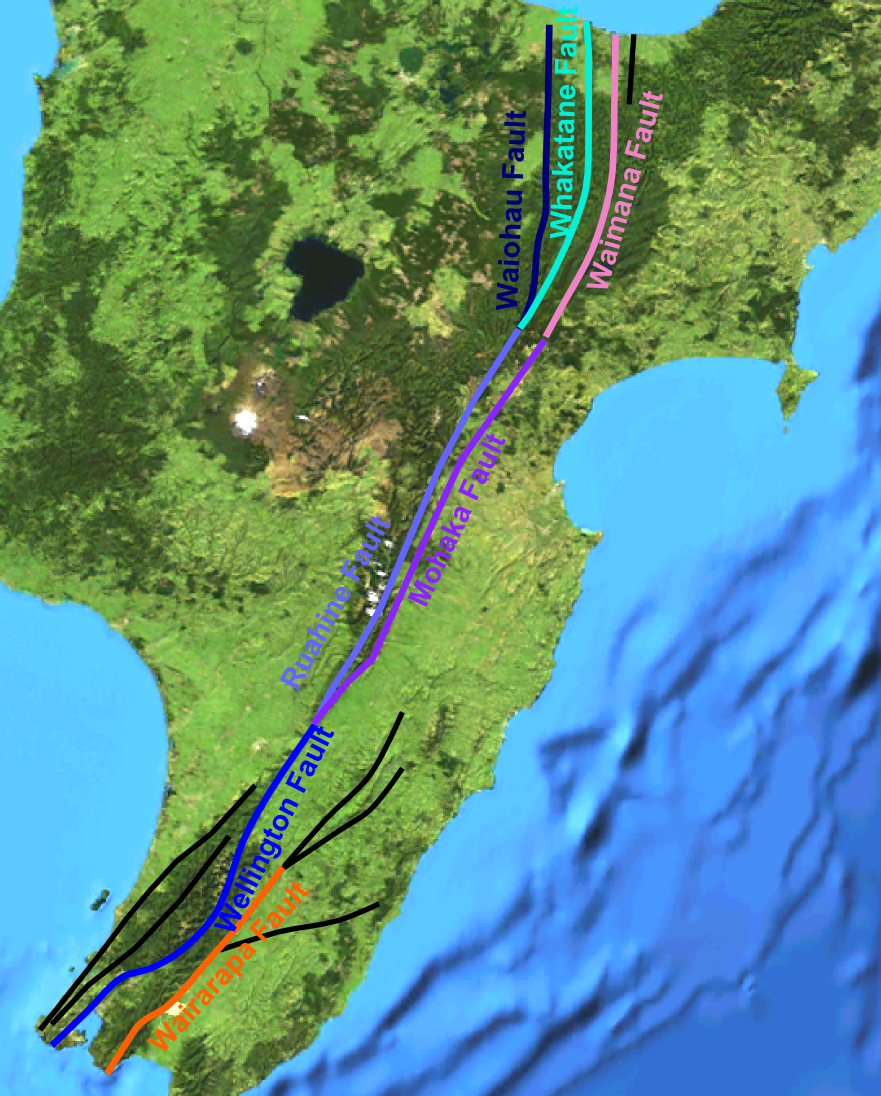
Mapa systemu uskoków North Island Fault System, uskok Mohaka zaznaczony kolorem fioletowym

Uskok Mohaka (ang. Mohaka Fault) – uskok dekstralny (prawoprzesuwczy), położony w środkowej części Wyspy Północnej w Nowej Zelandii. Uskok Mohaka wchodzi w skład systemu uskoków Wyspy Północnej, tzw. North Island Fault System, który umożliwia przenoszenie przemieszczeń wzdłuż uskoku transformacyjnego, stanowiącego granicę pomiędzy płytą pacyficzną i indoaustralijską .

## Przebieg

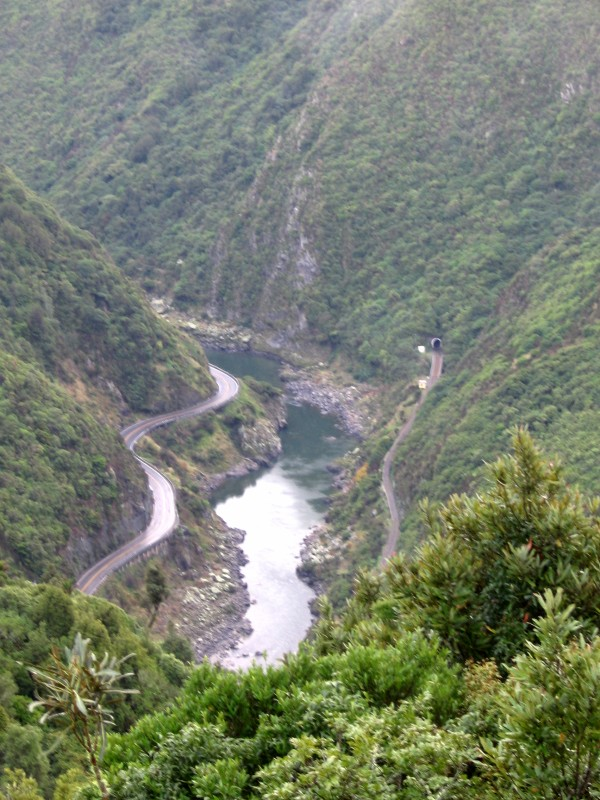
Wąwóz Manawatu Gorge – miejsce rozgałęziania się uskoku Wellington

Uskok Mohaka zlokalizowany jest w centralnej części systemu uskoków North Island. Położony jest w sąsiedztwie zatoki Hawke Bay, która usytuowana jest wzdłuż płyty pacyficznej. Uskoki znajdujące się w tej strefie (Mohaka, Ruhanie, Poukawa i Waipukurau) mogą podlegać pęknięciom oraz deformacjom powodowanymi oddziaływaniem płyty pacyficznej. 
Uskok Mohaka razem z uskokiem Ruhanie rozpoczynają swój bieg w pobliżu wąwozu Manawatu Gorge, gdzie uskok Wellington rozgałęzia się na dwie odnogi. Oba uskoki biegną w stosunku do siebie równolegle: Mohaka – po południowo-wschodniej stronie, a Ruhaine po północno-zachodniej stronie . Uskoki oddalone są od siebie o około 4 km. Uskok Mohaka biegnie przez całą  zachodnią część Central Hawke's Bay District (część regionu Hawke’s Bay), na granicy pasama górskiego Axial Ranges. Ponadto uskok biegnie wzdłuż rzeki Ngaruroro River w pobliżu Kereru oraz przez dolinę Mangataura Valley. W dolinie do uskoku Mohaka dochodzi lewoboczny uskok – Mangataura, który krzyżuje się z nim prostopadle. 
Uskok Mohaka w północnej części systemu uskoków North Island, rozgałęzia się na trzy uskoki: Waimana, Whakatane i Waiotahi . Przy czym główny bieg uskoku kontynuowany jest wzdłuż uskoku Whakatane .

## Aktywność sejsmiczna
Uskok Mohaka jest bardziej aktywny od uskoku Ruhanie. Średnie tempo przesuwania się skorupy ziemskiej wzdłuż uskoku wynosi 3–4 mm/rok. Przerwy czasowe pomiędzy dużymi trzęsieniami ziemi wynoszą średnio 1100 lat. Pojedyncze duże trzęsienie ziemi mogą powodować przesunięcie wzdłuż uskoku o około 4 m (±1 m). 
Badania na temat występowania paleotrzęsień ziemi przeprowadzone na linii uskoków Mohaka–Whakatane o łącznej długości 200 km wskazują, że w przeszłości doszło do sześciu paleotrzęsień ziemi. Odcinek pomiędzy dwoma uskokami został podzielony na dwie sekcje – północną oraz południową. Sekcja północna rozciągała się wzdłuż linii uskoków od miejscowości Ruatahuna do Ruatoki North, natomiast sekcja południowa rozciągała się od Ohara do Te Hoe River. Na podstawie danych stwierdzono, że ostatnie paleotrzęsienie ziemi miało miejsce około 800 lat temu w pobliżu Ruatahuna. Natomiast najstarsze paleotrzęsienie ziemi wystąpiło w sekcji północnej i miało miejsce w latach 1,8–0,83 tys. BP. Ponadto, żadne z paleotrzęsień ziemi nie spowodowało pęknięcia linii uskoków na całej jego długości .